# Thyreus sphenophorus
Thyreus sphenophorus là một loài Hymenoptera trong họ Apidae. Loài này được Lieftinck mô tả khoa học năm 1962.